# Тшебешув-Кольонія
Тшебешув-Кольонія (пол. Trzebieszów-Kolonia) — село в Польщі, у гміні Тшебешув Луківського повіту Люблінського воєводства.
Населення — 342 особи (2011).
У 1975-1998 роках село належало до Седлецького воєводства.

## Демографія
Демографічна структура станом на 31 березня 2011 року:
|          | Загалом | Допрацездатний вік | Працездатний вік | Постпрацездатний вік |
| -------- | ------- | ------------------ | ---------------- | -------------------- |
| Чоловіки | 174     | 36                 | 117              | 21                   |
| Жінки    | 168     | 46                 | 94               | 28                   |
| Разом    | 342     | 82                 | 211              | 49                   |